# Wes Streeting
Wes Streeting, né le 21 janvier 1983 à Londres, est un homme politique britannique, membre du Parti travailliste.

## Biographie
Wes Streeting étudie l'histoire au Selwyn College de l'université de Cambridge. De 2008 à 2010, il est président de la National Union of Students (en) (NUS). Sous sa présidence, le syndicat étudiant — autrefois considéré d'extrême-gauche — opère un virage plus à droite : la NUS réforme son organisation, rembourse ses dettes et accepte le principe d'une éducation supérieure payante.
Ouvertement homosexuel, Wes Streeting devient par la suite directeur de l'éducation de l'association LGBT Stonewall, pour notamment lutter contre l'homophobie à l'école,.
En juillet 2010, il est élu au conseil du borough londonien de Redbridge, dont il devient le vice-président après la victoire des travaillistes aux élections locales de 2014.
Lors des élections législatives de 2015, il se présente à la Chambre des communes du Royaume-Uni dans la circonscription d'Ilford North. Il bat le député conservateur Lee Scott (en) avec seulement 589 voix d'avance. Deux ans plus tard, à l'occasion d'élections anticipées, il est réélu face à Lee, le devançant de 9 639 suffrages.
Wes Streeting est considéré comme un travailliste modéré, opposé à Jeremy Corbyn. En décembre 2019, il est réélu avec 25 323 voix soit 5 218 de plus que son adversaire conservateur Howard Berlin. Après la démission de Corbyn, il rejoint le cabinet fantôme de Keir Starmer en tant que secrétaire au Trésor. Devenu secrétaire à la Santé au sein du cabinet fantôme, il critique durement la grève de 2022 dans le secteur de la santé et assure que le Parti travailliste combattra les syndicats. En juillet 2024, il est réélu avec une très courte avance (528 voix) sur la candidate indépendante Leanne Mohamad, qui a fait campagne contre la guerre à Gaza et la position pro-israélienne du Parti travailliste (défendue par Wes Streeting) à ce sujet,.
En décembre 2024, Wes Streeting annonce que la prescription de bloqueurs de puberté administrés aux mineurs qui souhaitent changer de genre, sera interdite de manière permanente au Royaume-Uni. Le gouvernement travailliste motive sa décision par le risque majeur pesant sur la santé des enfants.